# Dornier Do 217
Dornier Do 217 — німецький двомоторний бомбардувальник компанії Dornier періоду Другої світової війни.

## Історія створення
Літак розроблявся на заміну моделі Dornier Do 17 і на досвіді її використання. Конструктори Dornier з власної ініціативи почали розробку нового літака відразу після прийняття Do 17 на озброєння. Головними вимогами до нового літака, який отримав позначення Do 217, стало збільшення бойового навантаження і дальності польоту. Також вимагалась простота в виробництві і легке переведення виробництва з Do 17.
Do 217 зберіг загальні риси попередника — це був високоплан з двокілевим оперенням, великою склянкою кабіною і шасі, яке складалось. Проте він був більший, що вимагало посилення фюзеляжу, а гідравлічний привід шасі було замінено на електричний. Характерне для Do 17 плавне з'єднання крил і фюзеляжу не було збережене для спрощення виробництва. Кріплення для двигунів були пристосовані для встановлення чотирьох різних варіантів, в залежності від доступності і доцільності.
В липні 1938 року міністерство авіації запропонувало Dornier завдання на створення бомбардувальника для ударів по морських цілях. Для можливості прицільного бомбометання було встановлено повітряні гальма виробництва Arado Flugzeugwerke — чотирипелюсткову парасолю у хвості фюзеляжу, але вони були не ефективні і використовувались лише на перших шести прототипах. Планувалось використовувались двигуни BMV 139 потужністю 1550 к.с., але вони ще не були готові, тому перший прототип Do 217V1 оснащувався двигунами DB 601A. Перший політ відбувся 4 жовтня 1938 року, але через тиждень прототип було втрачено в аварії при випробуваннях. 5 листопада в повітря піднявся другий прототип Do 217V2, а взимку 1939 року ще два. Необхідні двигуни все ще перебували в розробці, тому в 1939—1940 роках було виготовлено невелику кількість розвідників Do 217A-0 (з моторами DB 601A) та бомбардувальників Do 217С-0 (з двигунами Jumo 211B).
Випробування двигунів BMV 139 виявились невдалими і тому було вирішено використати нові двигуни BMW 801A. 21 березня 1940 року почалось тестування прототипу Do 217V8 оснащеного цими двигунами, а наступний прототип Do 217V9 визнали відповідним до технічного завдання, і на його основі в жовті 1940 року почалось серійне виробництво.
Було виготовлено 800 машин модифікацій Do 217E-0 — Do 217E-4 з моторами BMW 801. Do 217E-2/R-19 отримав дистанційно керований кулемет ззаду фюзеляжу. Згодом виготовили 950 нічних бомбардувальників Do 217M з моторами DB 603. Do 217N отримав радар і став нічним винищувачем.

## Модифікації

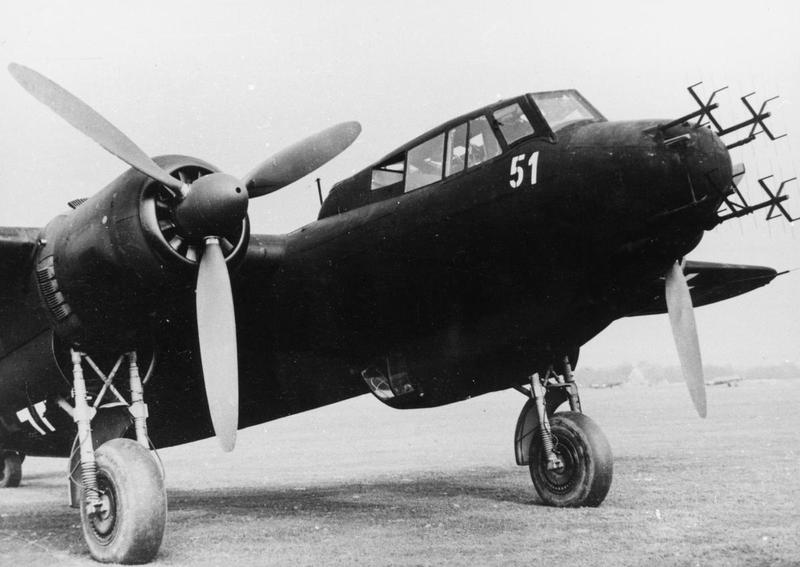
Нічний винищувач Do 217J

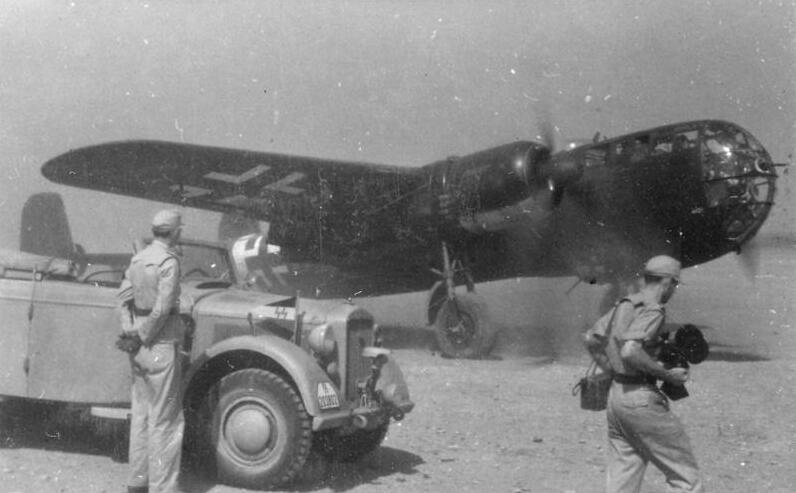
Do 217K. Помітно нову округлу кабіну.

Виготовлено 1950 літаків:
- прототипів — 18 екз.
- Do 217A — передсерійні розвідувальні літаки з моторами DB 601B (6 екз.)
- Do 217C — передсерійні бомбардувальники (10 екз.)
- Do 217E — основна бомбардувальна модифікація з моторами BMW 801 (653 екз.)
  - Do 217E-0 — передсерійна серія з моторами BMW 801A-1 (5 екз.)
  - Do 217E-1 — перший серійний варіант (94 екз.)
  - Do 217E-2 — оснащувався моторами BMW 801ML. Посилено захисне озброєння. (185 екз.)
  - Do 217E-3 — додано бронезахист членів екіпажу.
  - Do 217E-4 — оснащувався двигунами BMW 801С. Також була посилено передній край крила, що дозволяло перерізати троси аеростатів загороджування.
  - Do 217E-5 — літак-носій радіокерованих бомб Hs 293A. (70 переобладнано з інших модифікацій)
- Do 217H — експериментальний літак з двигунами DB 601B з турбонагнітачами (3 екз.)
- Do 217J — варіант нічного винищувача (157 екз.)
- Do 217K — змінено передню частину кабіни, оснащувався двигунами DB 601D (393 екз.)
  - Do 217K-0 — передсерійний випуск. (10 екз.)
  - Do 217K-1 — перший серійний варіант.
  - Do 217K-2 — збільшено розмах крил, пристосовано для використання бомб Fritz X. (50 переобладнано з інших літаків)
  - Do 217K-3 — модифікація аналогічна до Do 217K-2, але спеціально виготовлені для цих цілей. Обладнувались універсальною станцією наведення, що дозволяло використовувати і Fritz X і Hs 293A. (40 екз.)
- Do 217L — Do 217K з зміненою кабіною і озброєнням (2 екз.)
- Do 217M — оснащувався двигунами DB 603A. (448 екз.)
  - Do 217M-0 — передсерійний випуск (5 екз.)
  - Do 217M-1 — серійний випуск
  - Do 217M-11 — Do 217M-1 оснащені станцією наведення для використання Fritz X і Hs 293A (37 переобладнано)
- Do 217N — модифікація нічного винищувача на основі Do 217M (207 екз.)
- Do 217P — висотний розвідник з герметичними кабінами, і моторами DB 605 (6 екз.)
- Do 217R — прототипи нового бомбардувальника Dornier Do 317. Згодом були переобладнані в носії Hs 293A (5 екз.)

## Тактико-технічні характеристики

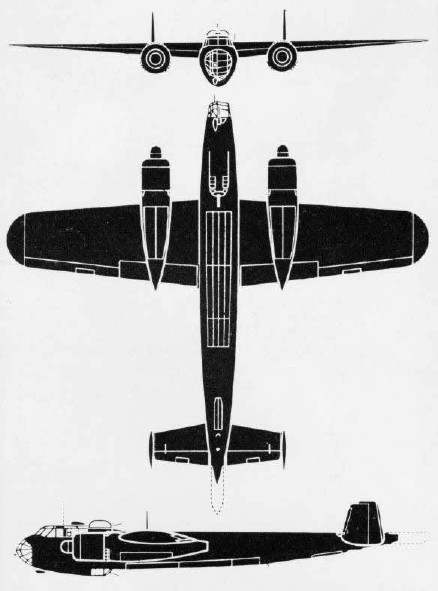
Do 217E

### Технічні характеристики
|                       |                              | Do 217E-2      | Do 217K-1      | Do 217M-1      |
| --------------------- | ---------------------------- | -------------- | -------------- | -------------- |
| Довжина               | Довжина                      | 17,22 м        | 17,22 м        | 17,22 м        |
| Висота                | Висота                       | 5 м            | 5 м            | 5 м            |
| Розмах крил           | Розмах крил                  | 19,15 м        | 19,15 м        | 19,15 м        |
| Площа крил            | Площа крил                   | 56,60 м²       | 56,60 м²       | 56,60 м²       |
| Маса                  | пустого                      | 8840 кг        | 9000 кг        | 9065 кг        |
| Маса                  | спорядженого                 | 15 000 кг      | 16 600 кг      | 16 700 кг      |
| Двигуни               | Двигуни                      | 2 х BMW 801ML  | 2 х BMW 801D   | 2 х DB 603A    |
| Потужність            | Потужність                   | 2 x 1580 к. с. | 2 x 1700 к. с. | 2 x 1750 к. с. |
| Максимальна швидкість | Максимальна швидкість        | 515 км/год     | 505 км/год     | 528 км/год     |
| Дальність польоту     | з максимальним навантаженням | 450 км         | 450 км         | 460 км         |
| Дальність польоту     | максимальна                  | 2300 км        | 2300 км        | 2150 км        |
| Практична стеля       | Практична стеля              | 7500 м         | 8300 м         | 8250 м         |
| Час підйому           | на 1000 м.                   | 4,5 хв.        | 4,0 хв.        | 3,5 хв.        |
| Час підйому           | на 3000 м.                   | 13 хв.         | 11 хв.         | 9,5 хв.        |
| Швидкопідйомність     | Швидкопідйомність            | 6,0 м/c        | 7,5 м/c        | 8,5 м/c        |

### Озброєння
Стрілецьке
- Do 217E-0, Do 217E-1:
  - 1 × 15 мм курсовий кулемет MG 151/15.
  - 3 × 7,92 мм кулемети MG-15 (по одному в носовій, верхній і нижній установці)
- Do 217E-2:
  - 1 × 15 мм курсовий кулемет MG 151/15.
  - 3 × 13,2 мм кулемети MG 131 (по одному в носовій, верхній і нижній установці)
  - 2 × 7,92 мм кулемети MG-15 (в бічних вікнах)
- Do 217E-3:
  - 1 × 20 мм курсова гармата MG FF.
  - 6 × 7,92 мм кулемети MG-15 (два в верхній і нижній установках, ще чотири в бічних вікнах)
- Do 217K, Do 217M:
  - 2 × 7,92 мм кулемети MG 81Z в носовій частині кабіни
  - 2 × 13,2 мм кулемети MG 131 (по одному в верхній і нижній установці)
  - 2-4 × 7,92 мм кулемети MG 81 в бічних вікнах

Бомбове
- Do 217E:
  - 2000 кг. (4 × 500 кг.)
- Do 217E-5, Do 217R:
  - радіокерована бомба Hs 293A
- Do 217K, Do 217M:
  - 4000 кг. (2500 кг внутрішнього навантаження і 1500 кг на зовнішній підвісці)
- Do 217K-2:
  - радіокерована бомба FX 1400 (Fritz X)
- Do 217K-3, Do 217M-11:
  - радіокерована бомба FX 1400 (Fritz X)
  - радіокерована бомба Hs 293A

## Історія використання

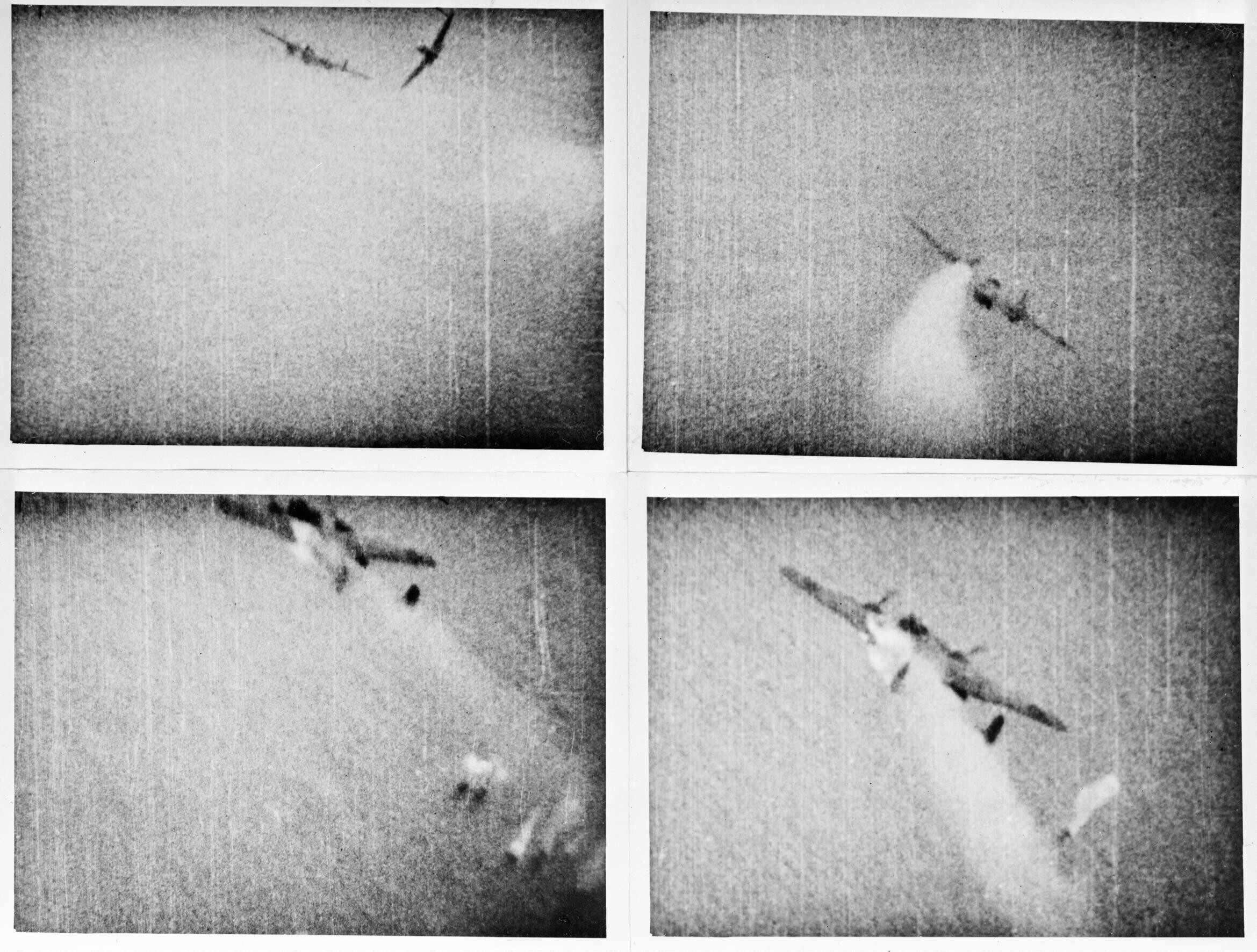
Do 217E атакований королівською авіацією падає в море. Битва за Дьєпп, 19 серпня 1942 року.

Першим бойовим завданням до якого залучались Do 217 була розвідка території СРСР перед початком операції Барбаросса. Для цього було використано літаки модифікації Do 217A-0, а також декілька Do 217E-0/E-1 обладнаних фотоапаратами. Проте використовували Do 217 як бомбардувальник на східному фронті не планувалось, вони мали використовуватись для бомбардувань Британських островів.
Першим загоном оснащеним бомбардувальною модифікацією Do 217E став авіазагін 6./KG 2, який отримав перші літаки ще в січні 1941, а повністю авіагрупа II/KG 2 перейшла на Do 217E літом того ж року. 15 березня 1941 року була сформована нова авіагрупа II/KG 40 з Do 217E. Літаки цих груп почали здійснювати нальоти на британські міста, зокрема 14 і 16 липня вони бомбардували Лондон і передмістя Бірмінгема. Втрати бомбардувальників були малими, але нальоти малих груп бомбардувальників також були не ефективними. Дещо кращими були результати нальотів на порти і кораблі, але загалом інтенсивність нальотів була ще мала.
До кінця 1941 року весь ескадрон KG 2 був переоснащений з Do 17 на Do 217E. Коли в квітні 1942 року у відповідь бомбардування Любека Люфтваффе почало бомбардування історичних міст Англії, до нальотів залучалось вже 25-80 літаків. Перший рейд відплати на Ексетер відбувся 23 квітня, а надалі цілями стали Йорк, Норвіч, Бат. 19 серпня 1942 року Do 217 брали участь в захисті Дьєппу. Після цього відбулись нальоти на Лідс, Сандерленд, Честерфілд і Колчестер. З жовтня основним заданням для Do 217 стали постановки морських мін.
В 1943 році на озброєння було прийнято нові модифікації Do 217K/M, але їх виробництво не покривало втрати літаків, тому в жовтні 1943 року групу Do 217E було переозброєно на Ju-188E-1, а загалом до кінця року в строю було тільки 190 Do 217.
В кінці січня Люфтваффе почало операцію «Штейнбок» — серію бомбардувальних нальотів на британські міста, для відплати за масовані бомбардування німецьких міст. Основним бомбардувальником операції був Ju 88, але ескадра KG 2 теж з Do 217E на озброєнні теж була залучена до нальотів. Після висадки союзників в Нормандії Do 217E в складі KG 2 бомбардувала плацдарми союзників, морські конвої, а після нальоти на війська союзників біля Парижу, Авранша і Фалеза. Проте в умовах домінування союзної авіації в повітрі ці нальоти не були надто ефективними і до вересня ескадра втратила більшу частину своїх літаків і була розформована.
Do 217 став першим літаком, який використав у бою радіокеровані бомби Hs 293A і FX 1400 . Спеціально для цих цілей було переозброєно дві авіагрупи II і III ескадри KG 100. Авіагрупа II/KG 100 була оснащена літаками модифікації Do 217E-5 пристосовані до використання бомб Hs 293A, а III/KG 100 літала на Do 217K-2 з FX 1400. 27 серпня 1943 року бомбами Hs 293A був потоплений шлюп «Ігрет», але найвідомішою операцією з використанням керованих бомб було знищення італійського лінкора «Рома». Він був потоплений двома попаданнями Fritz X 9 вересня 1943 року, коли в складі італійського флоту, прямував на Мальту в рамках умов миру. Інший лінкор «Італія» теж отримав одне попадання, але залишився на плаву.
Загалом з 25 серпня 1943 по 30 квітня 1944 було проведено 65 операції з використанням радіокерованих бомб, в рамках яких було скинуто 319 бомб. 104 бомби мали проблеми з дистанційним керуванням, але інші 106 попали в ціль (пряме попадання або близький розрив), що було непоганим результатом для бомб.